# (33543) 1999 JR8
1999 JR8 (asteroide 33543) é um asteroide da cintura principal. Possui uma excentricidade de 0.10952890 e uma inclinação de 4.12418º.
Este asteroide foi descoberto no dia 13 de maio de 1999 por John Broughton em Reedy Creek.